# میرجلال
میرجلال (به ترکی آذربایجانی: Mircəlal) یک منطقهٔ مسکونی در جمهوری آذربایجان است که در شهرستان ساعتلی واقع شده‌است. میرجلال ۴٬۱۲۳ نفر جمعیت دارد.